# Villa Cavrois
La Villa Cavrois a Croix, nel dipartimento francese del Nord, è una grande costruzione di architettura modernista costruita nel 1932 da Robert Mallet-Stevens per Paul Cavrois, un industriale tessile di Roubaix.

## Genesi del progetto
Paul Cavrois (1890-1965) è un industriale tessile del nord della Francia che possiede delle fabbriche moderne di filatura, tessitura e tintura del cotone e della lana. Nei primi anni venti l’industriale compra un terreno situato sulla collina detta Beaumont, nel comune di Croix, non lontano dal centro di Roubaix, per costruire una dimora capace di accogliere lui, la moglie ed i loro sette figli assieme al personale di servizio. In un primo momento Paul Cavrois affida il progetto della sua abitazione all’architetto ed urbanista Jaque Greber il quale gli propone una dimora tradizionale di stile regionalista, molto di moda all’epoca. Paul Cavrois decide infine di incaricare Robert Mallet-Stevens dopo aver scoperto le sue realizzazioni in occasione dell’esposizione internazionale di arti decorative ed industriali moderne di Parigi del 1925.I proprietari danno pieni poteri all’architetto nella concezione del progetto della loro dimora il quale, per la prima volta nella sua carriera, può occuparsi della realizzazione nei suoi minimi particolari. La villa è concepita da Mallet-Stevens come un’opera d’arte totale e rappresenta il traguardo delle sue preoccupazioni sia estetiche che tecniche. La villa è inaugurata il 5 luglio 1932, dopo tre anni di lavoro, ed in occasione del matrimonio di Geneviève Cavrois, la figlia maggiore della coppia. Al suo completamento, la villa stupisce per la sua arditezza e modernità e il suo stile rompe totalmente con quello delle dimore che le stanno intorno. Il programma di questo edificio comandato nel 1929 è chiaro: “aria, luce, lavoro, sport, igiene, comfort e risparmio”

## Abbandono e acquisizione da parte dello Stato
Durante la seconda guerra mondiale i Cavrois abbandonano il nord della Francia per trovare rifugio in una loro residenza in Normandia e la villa è così occupata dai soldati tedeschi che la trasformano in una caserma capace di ospitare fino a 200 militari. Nel dopoguerra, al ritorno dei Cavrois nella loro dimora nel 1947, gli interni della villa sono modificati dall’architetto Pierre Barbe su richiesta di Paul Cavrois che gli chiede di creare due appartamenti per le famiglie dei suoi figli Paul et Francis. Due appartamenti indipendenti sono dunque realizzati nell’ala ovest dell’edificio, mentre Paul et Lucie continuano ad abitare nella zona est della villa. La famiglia Cavrois risiede nella villa fino alla morte di Lucie Cavrois, avvenuta nel 1985, data in cui i mobili sono venduti all’asta. Nel 1987 la villa è venduta ad una società immobiliare il cui scopo è quello di distruggere l’edificio per realizzare una lottizzazione del terreno. La villa è lasciata all’abbandono, vandalizzata e saccheggiata.
Nel 1990 la villa ed il parco sono classificati d’ufficio come monumento storico. Lo stesso anno vede la nascita un’associazione di salvaguardia che riunisce delle persone sensibili al destino della villa e che desiderano salvarla dalla distruzione. Lo stato ( Il ministero della cultura e della comunicazione) ha acquistato l’edificio nel 2001 ed ha cominciato, nel 2004, una prima fase di lavori di restauro che hanno riguardato la struttura dell’edificio e la restituzione dei volumi interni come all’origine. Nel 2008 lo Stato ha affidato in dotazione la villa al Centre des monuments nationaux (CMN), con lo scopo di assicurare il restauro e l’apertura al pubblico. Il CMN ha condotto il restauro dell’interno dell’edificio (pavimenti, rivestimenti murari, policromia, mobili) per restituire l’arte di vivere nel XX secolo, in particolare al momento della consegna dei lavori della villa nel 1932. Il CMN ha inoltre effettuato un grande restauro del parco (reimpianto di alberi, restauro dello specchio d’acqua, rifacimento dei viali d’origine).
La villa ha aperto le sue porte al pubblico il 13 giugno 2015.

## Una concezione modernista
La Villa Cavrois è un capolavoro dell’architettura modernista e rappresenta un esempio unico di questo genere nel nord della Francia. La villa misura 60 metri di lunghezza, dispone di 3800 m² dei quali 1840 m² di superficie abitabile e 830 m² di terrazze e di 17600 m² di parco aperto alla visita ( 5 ettari di parco all’origine). La villa Cavrois è una testimonianza dell’arte di vivere come la concepivano gli architetti moderni contemporanei di Le Corbusier. Luminosità, igiene e comfort sono le parole maestre che animano le loro costruzioni. La Villa Cavrois illustra, con semplicità ed eleganza, questo ideale. Il lavoro di Mallet-Stevens non si limita solamente a strutturare i volumi di un edificio per rispondere al meglio ai bisogni del suo cliente, ma concepisce allo stesso modo la decorazione degli spazi interiori ed il giardino che lo circonda.

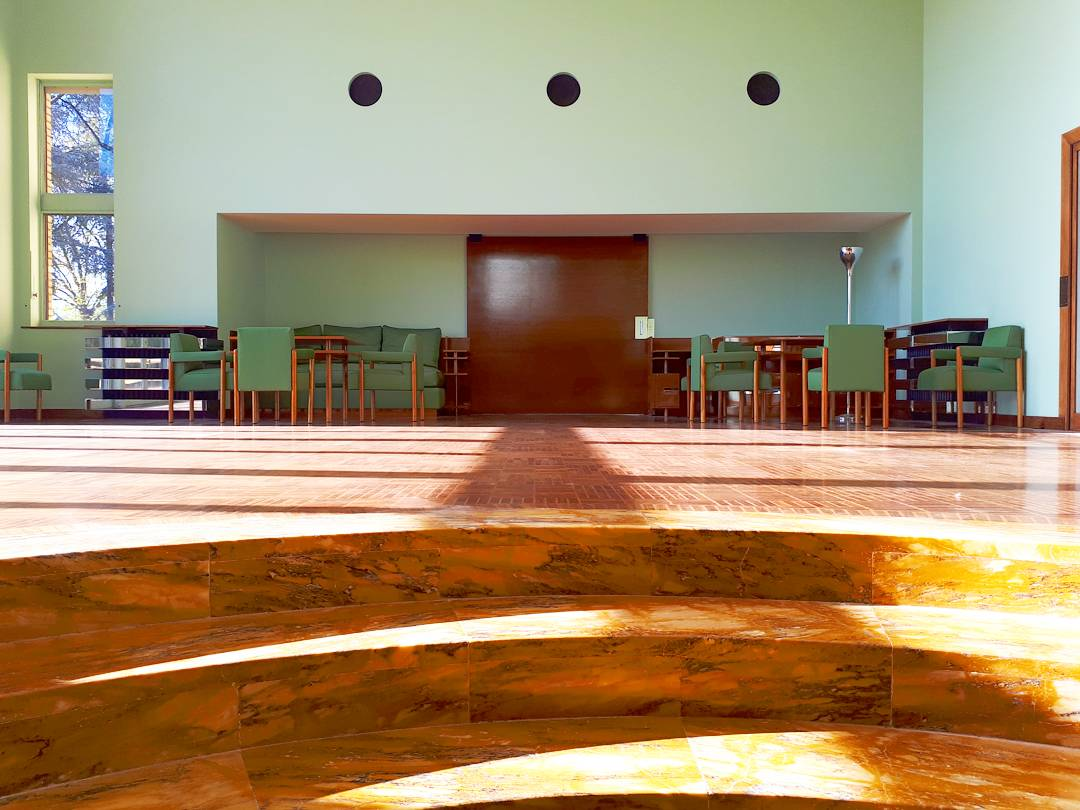
Il salone

La scelta dei materiali (cemento armato, un materiale nuovo per il periodo, metallo, acciaio, vetro, marmo verde di Svezia nella stanza da pranzo dei genitori o marmo giallo di Siena nel caminetto del salone, parquet di quercia, di zebrano, di mogano di Cuba o di iroko) e l’arredamento degli interni fa eco alla gerarchizzazione degli spazi: tutto è pensato ed adattato alla funzione del posto. La semplicità e la funzionalità dei mobili regnano in tutte le stanze. Il lusso di questa abitazione non è sfoggiato nei rivestimenti e nelle dorature ma si manifesta nella ricchezza dei materiali impiegati, come per esempio i marmi di origine differente ed i diversi tipi di legno. La Villa Cavrois offre ai suoi abitanti svariate attrezzature particolarmente rare per l’epoca, come la distribuzione di acque calda, fredda e filtrata. L’elettricità occupa un posto di primo piano in questo edificio: ogni stanza dispone di un altoparlante per la trasmissione senza fili e di un orologio elettrico integrato ai muri. I macchinari per lavare la biancheria sono anch’essi elettrici. Il telefono, presente in quasi tutte le stanze, permette ai residenti di poter comunicare tra di loro e anche con l’esterno. La villa presenta inoltre un locale per la caldaia ed una cantina per la conservazione delle bottiglie di vino. Il sistema di illuminazione è stato oggetto di un’attenzione particolare. In collaborazione con l’ingegnere André Salomon, Mallet-Stevens ha ideato un sistema di illuminazione indiretto integrato all’architettura ed ha dotato la maggior parte degli spazi della villa di un sistema di dispositivi d’illuminazione che proiettano la luce verso il soffitto per ottenere una luce uniforme e che sia simile alla luce naturale. L’igiene ha assunto un ruolo molto importante come lo testimonia l’aspetto simile ad una clinica della cucina (metal e pittura bianca) e la presenza di una piscina lunga 27 metri e profonda 4 metri.

## Visita della Villa Cavrois
L’entrata della proprietà è situata nell’angolo nord-ovest del terreno ed è posta di sbieco rispetto alla facciata principale dell’edificio. Un viale di forma circolare permetteva alle automobili di penetrare facilmente nella proprietà e di poter raggiungere il garage, situato nell’abitazione del guardiano, senza dover fare delle manovre. La villa si presenta con un paramento in mattoni gialli ed è la sola realizzazione di Mallet-Stevens a presentare un tale rivestimento. L’impresa Bonzel ha fabbricato 26 modelli di forma differente per realizzare dei mattoni capaci di adattarsi a tutte le superfici della villa. La fonte d’ispirazione di questo mattone è il palazzo comunale della cittadina olandese di Hilversum, opera dell’architetto Willem Marinus Dudock. Se l’estetica della villa è assolutamente moderna (grandi  vetrate, terrazze, assenza di decorazione, purezza delle linee), la sua pianta si inscrive nella tradizione dei castelli francesi: attorno al vestibolo ed al salone, che formano il corpo centrale dell’edificio, si sviluppano due ali simmetriche, quella dei genitori da una parte e quella dei figli e il personale dall’altra. La pianta dell'abitazione è concepita per facilitare gli spostamenti ed organizzare in maniera razionale la vita domestica.

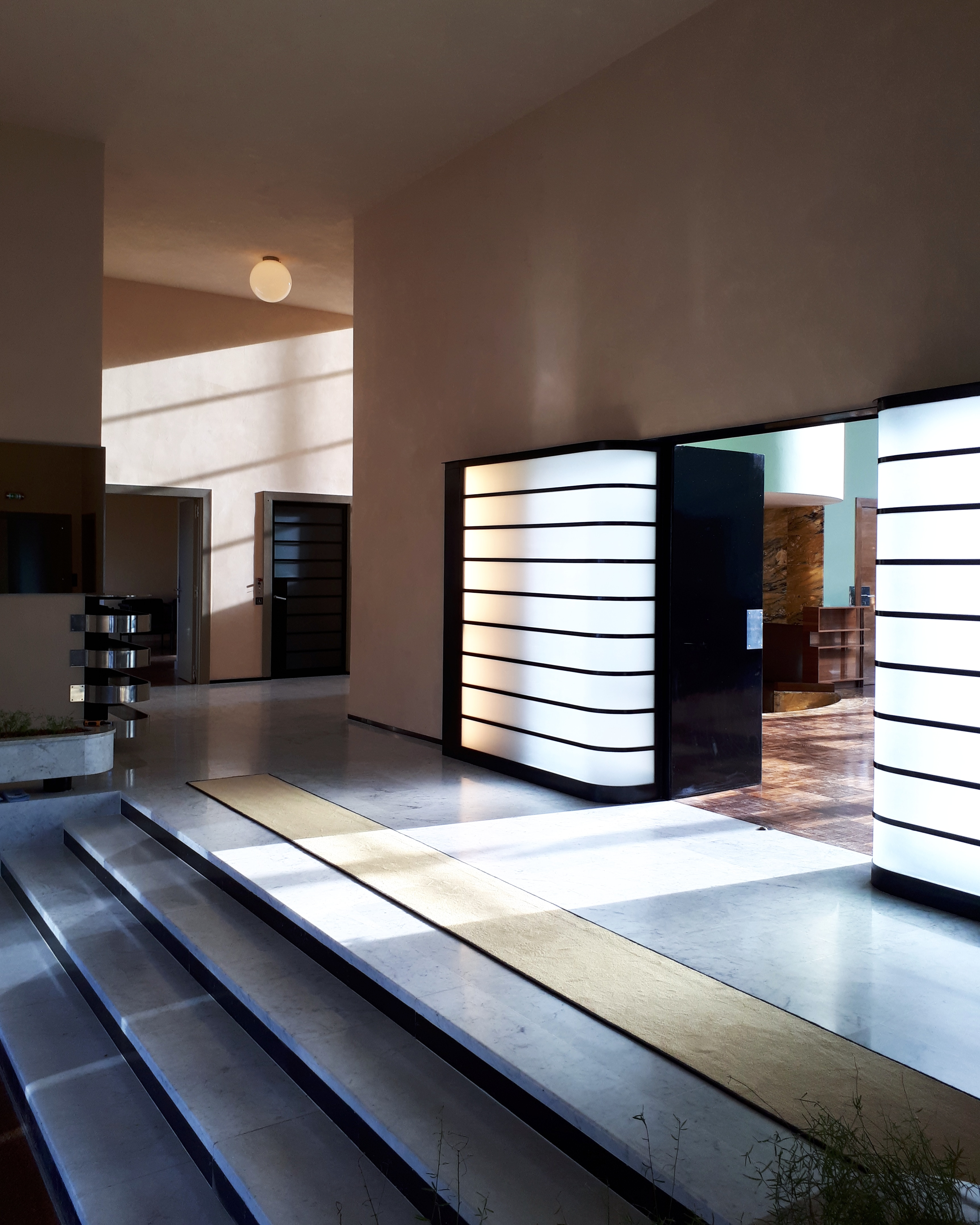
Il vestibolo ed i dispositivi luminosi

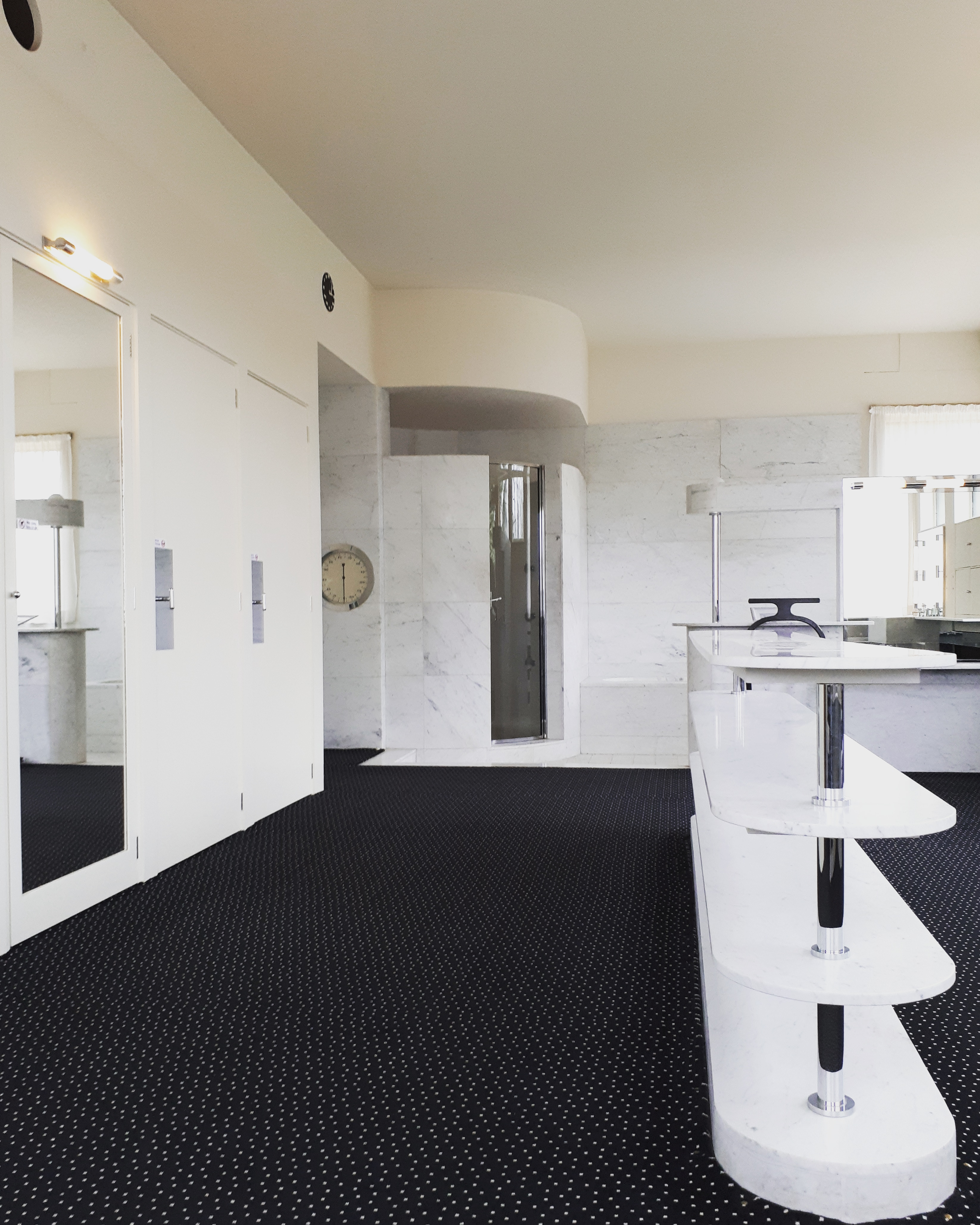
La stanza da bagno dei genitori

Al piano terra, il vestibolo è un vasto spazio che serve a distribuire gli ambienti. La porta nera che dà accesso al salone è inquadrata da due dispositivi luminosi somiglianti a quelli che Mallet-Stevens aveva realizzato per la scenografia del film “Le Vertige” di Marcel L’Herbier. Il salone si presenta come una grande stanza di forma cubica con un grande vetrata con vista sul giardino. Il pavimento è ricoperto da un parquet Noël di legni esotici ed i muri sono di colore verde. Sul lato est si nota la presenza di un caminetto ricoperto di marmo giallo di Siena e dei sedili integrati ai muri. Una porta scorrevole situata sul lato ovest permette di accedere alla sala da pranzo dei genitori che è caratterizzata dal pavimento e dai muri ricoperti di lastre di marmo verde di Svezia e mobili in legno di pero laccato nero. Adiacente alla sala da pranzo dei genitori, si trova la sala da pranzo dei bambini, arredata con dei mobili in legno di zebrano (tavolo e sedie originali). Questa stanza possiede un accesso indipendente al giardino grazie ad una piccola scala a chiocciola esteriore. Dalle due sale a mangiare si può passare all’office e a la cucina. Queste stanze sono una testimonianza dell’importanza dell’igiene nella concezione di una residenza moderna per Mallet-Stevens come mostrano i mobili in metallo facili da pulire, il pavimento con delle mattonelle nere e bianche e le pareti rivestite da piastrelle di faience che apportano ancora più luce. Sempre al piano terra, nell’ala est, l’ufficio di Paul Cavrois, con i suoi mobili in legno di pero naturale, dà accesso al fumoir, piccola stanza circolare che ricorda una cabina di nave da crociera, che presenta un armadio per gli alcolici e i sigari in mogano di Cuba e dei banchi in pelle. L’estremità est del piano terra è occupata dalle due stanze dei ragazzi, una con una intensa e vivace policromia dei muri, omaggio al movimento artistico olandese De Stijl, e l’altra con muri dipinti in differenti tonalità di giallo e arredi in legno di quercia. Si accede al primo piano tramite il monumentale scalone d’onore, inscritto nella torre del belvedere, con gradini in marmo bianco sulla pedata ed in marmo nero sull’alzata. L’ala ovest è occupata dalle stanze dei bambini e della governante mentre l’ala est ospita la parte riservata ai genitori. Nella parte riservata ai piccoli, la stanza dei bambini non è stata restaurata per mostrare al pubblico lo stato della villa prima della realizzazione dei lavori di restauro. Nell’ala dei parenti, la stanza matrimoniale si presenta con un arredamento in legno di palma e muri di colore beige, ciò che gli conferisce eleganza e raffinatezza. Il boudoir di Lucie Cavrois è una stanza da carattere più disinvolto conferitole dai mobili in legno di sicomoro di color paglia, i muri dipinti in azzurro e la moquette di colore blu. La stanza da bagno dei genitori occupa tutta l’estremità est del primo piano ed ha una superficie di circa 60 m². Essa è costituita da una parte riservata all’abbigliamento, con il pavimento in moquette a pois bianchi su fondo nero dove si trovano gli armadi integrati ai muri, ed una parte dedicata alle abluzioni (vasca da bagno e doccia con soffioni laterali) rivestita di marmo bianco di Carrara. In questa stanza sono presenti inoltre un barometro ed una bilancia integrata al muro. Il secondo piano, isolato dal resto della casa, è occupato dalla sala giochi e dalle camere da studio dei bambini. La sala giochi è una grande stanza con i muri ricoperti di tela cerata di colore rosso nella parte superiore e di alluminio nella parte inferiore. Dalla sala giochi si ha accesso alla terrazza-pergola che poteva trasformarsi in una sorta di sala da pranzo in estate grazie al montacarichi che permetteva di poter fare arrivare le pietanze direttamente dalla cucina.
nel sottosuolo, la lavanderia è dotata di una centrifuga, una stiratrice e un asciugabiancheria. In questo vano sono esposti degli esemplari originali del mobilio del giardino. Dietro la lavanderia è situato il locale caldaia che ospita due caldaie a gasolio riservate una al riscaldamento della casa e l’altra alla produzione di acque calda. Di fronte al locale caldaia è situato l’ambiente che accoglie le cisterne per il gasolio. La cantina per il vino è stata trasformata in una “materioteca” dove sono esposti i materiali impiegati nella costruzione dell’edificio e un insieme di reperti.

## Galleria d'immagini

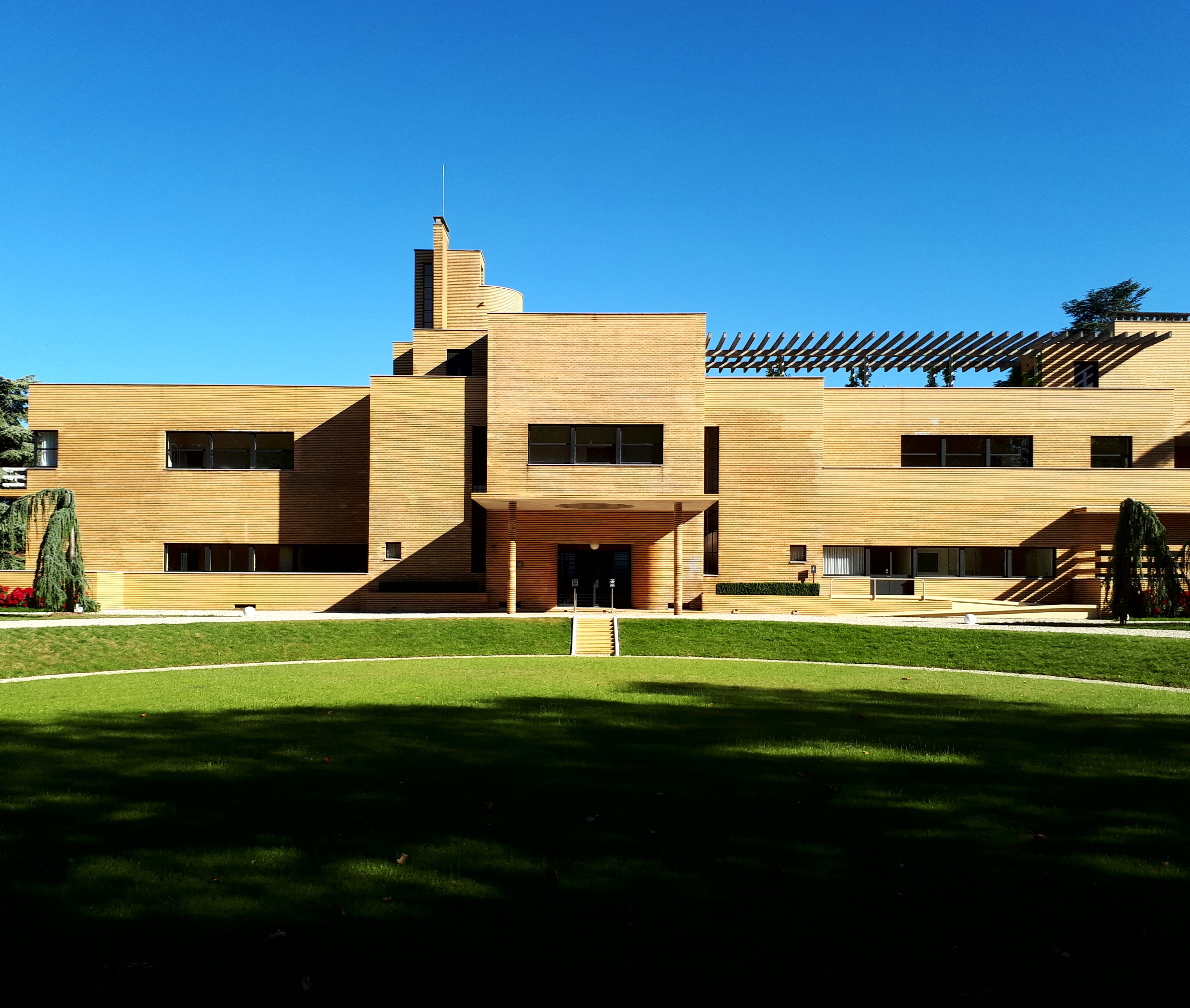
La facciata nord
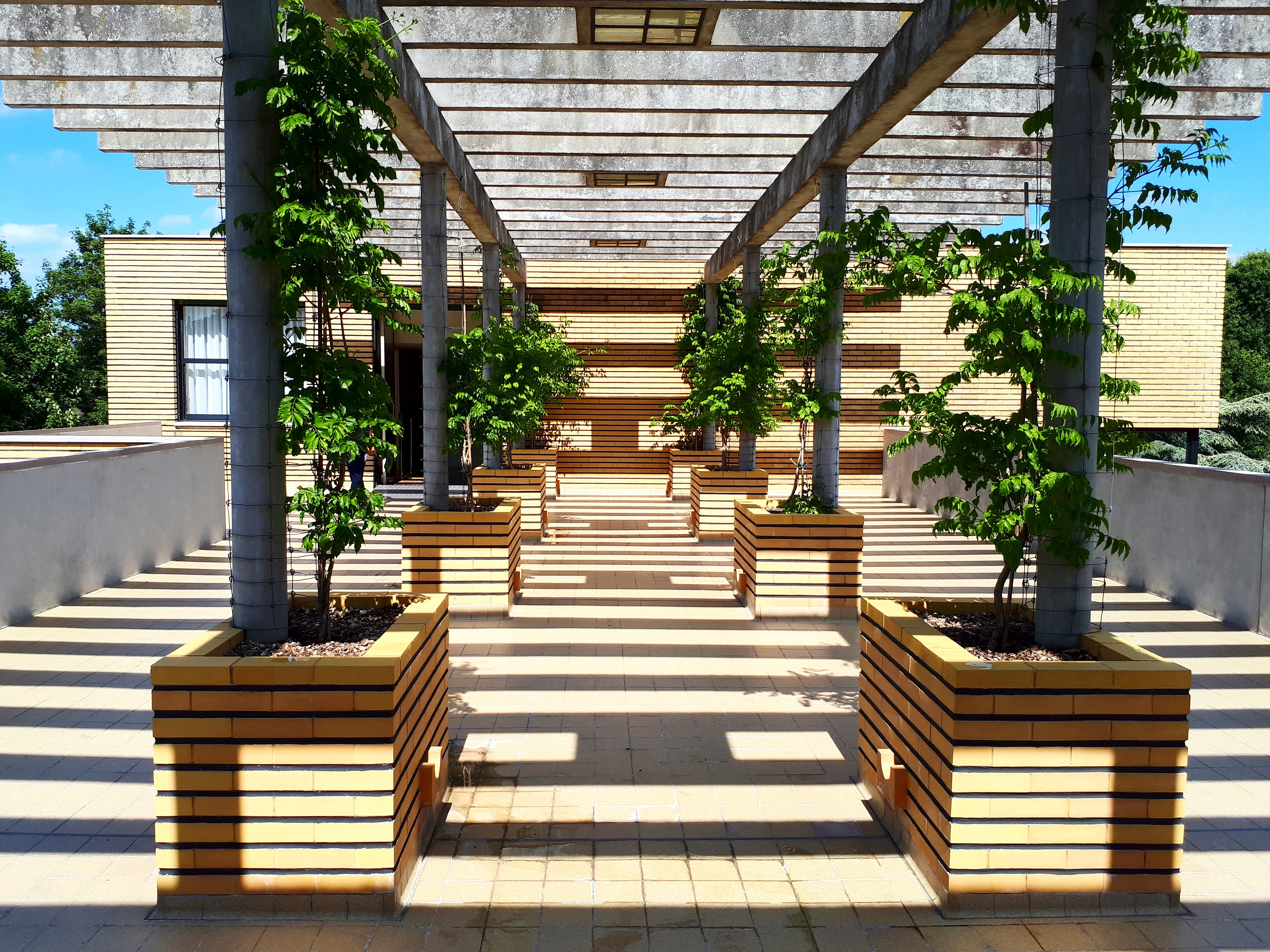
La terrazza-pergola
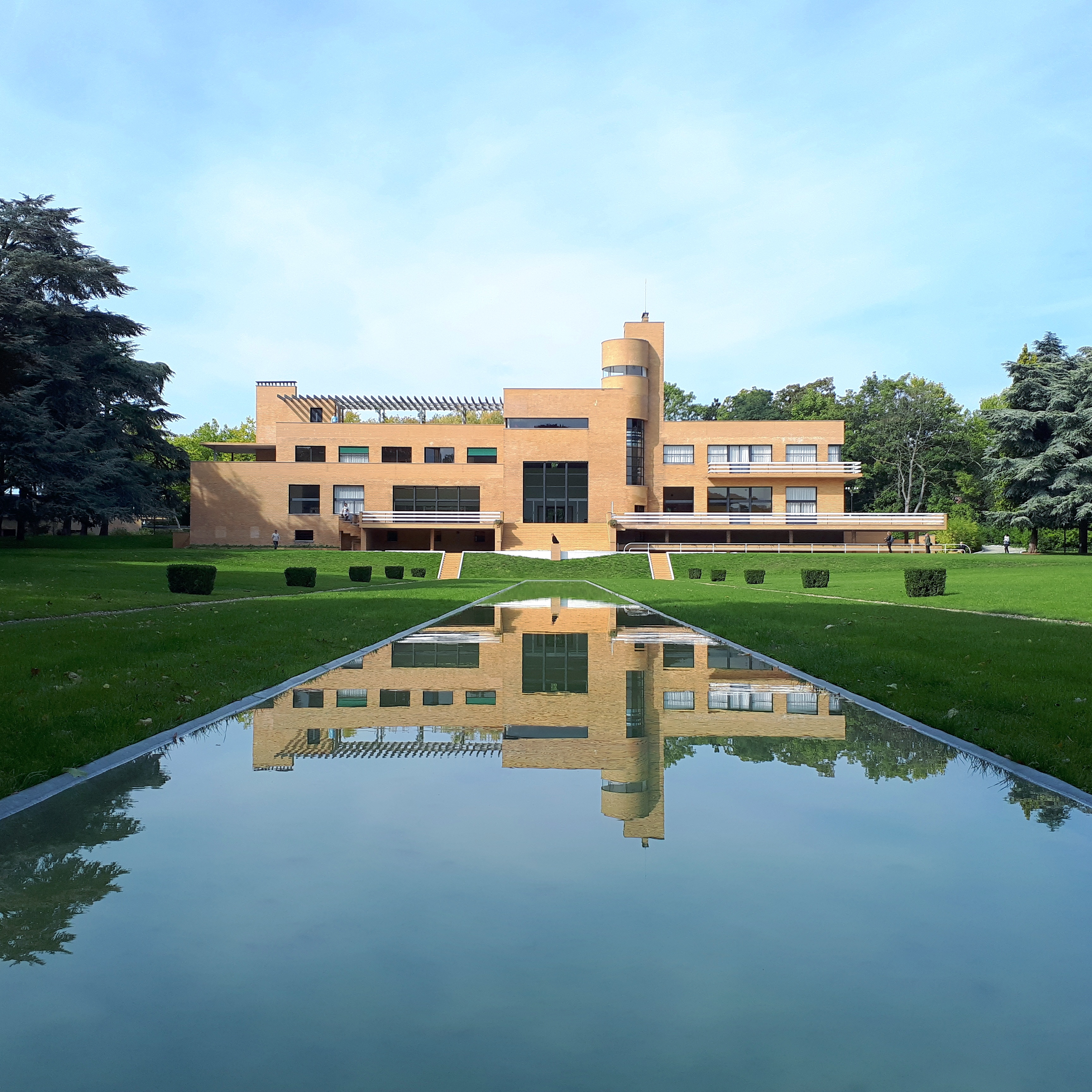
La facciata sud
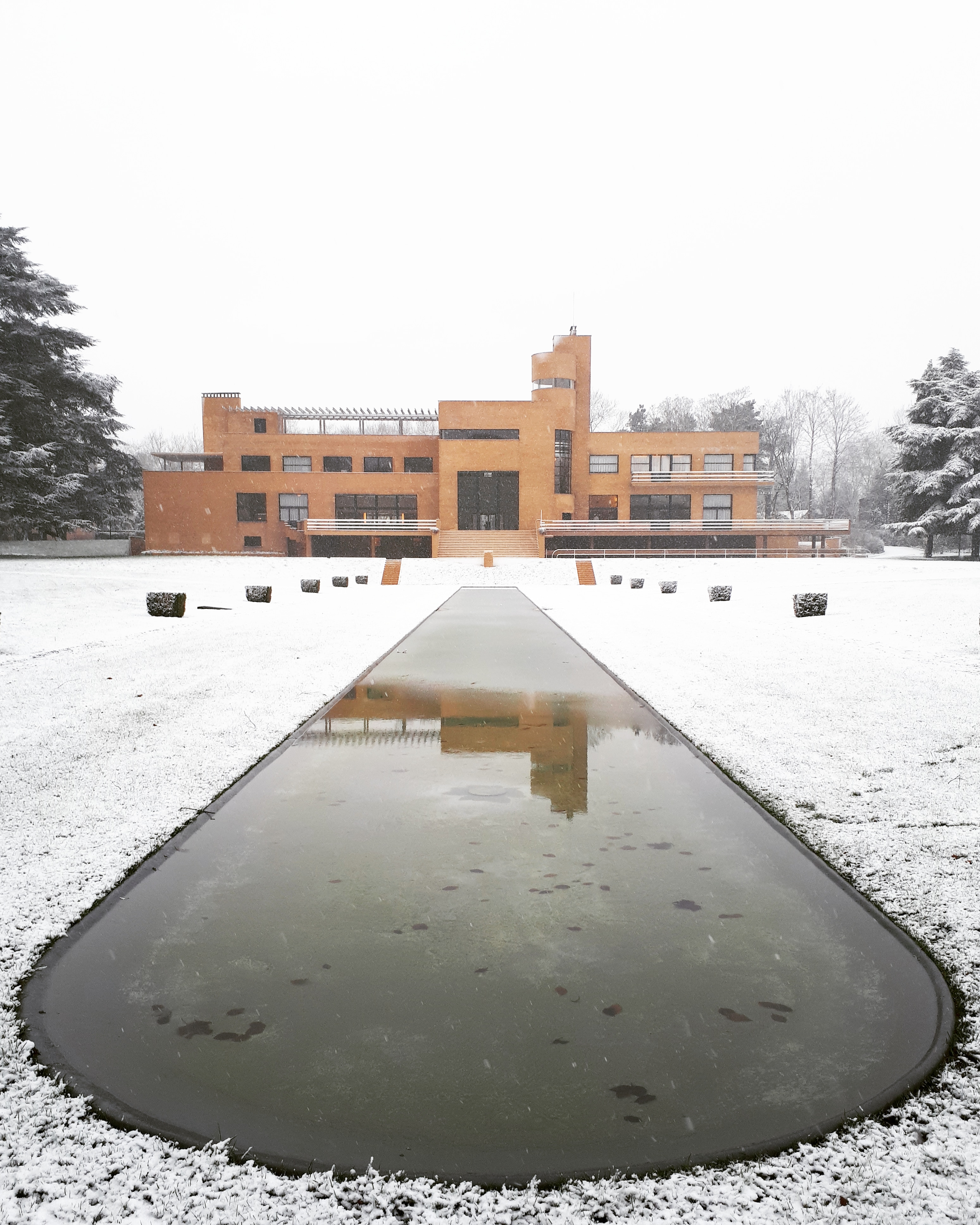
La Villa Cavrois in inverno
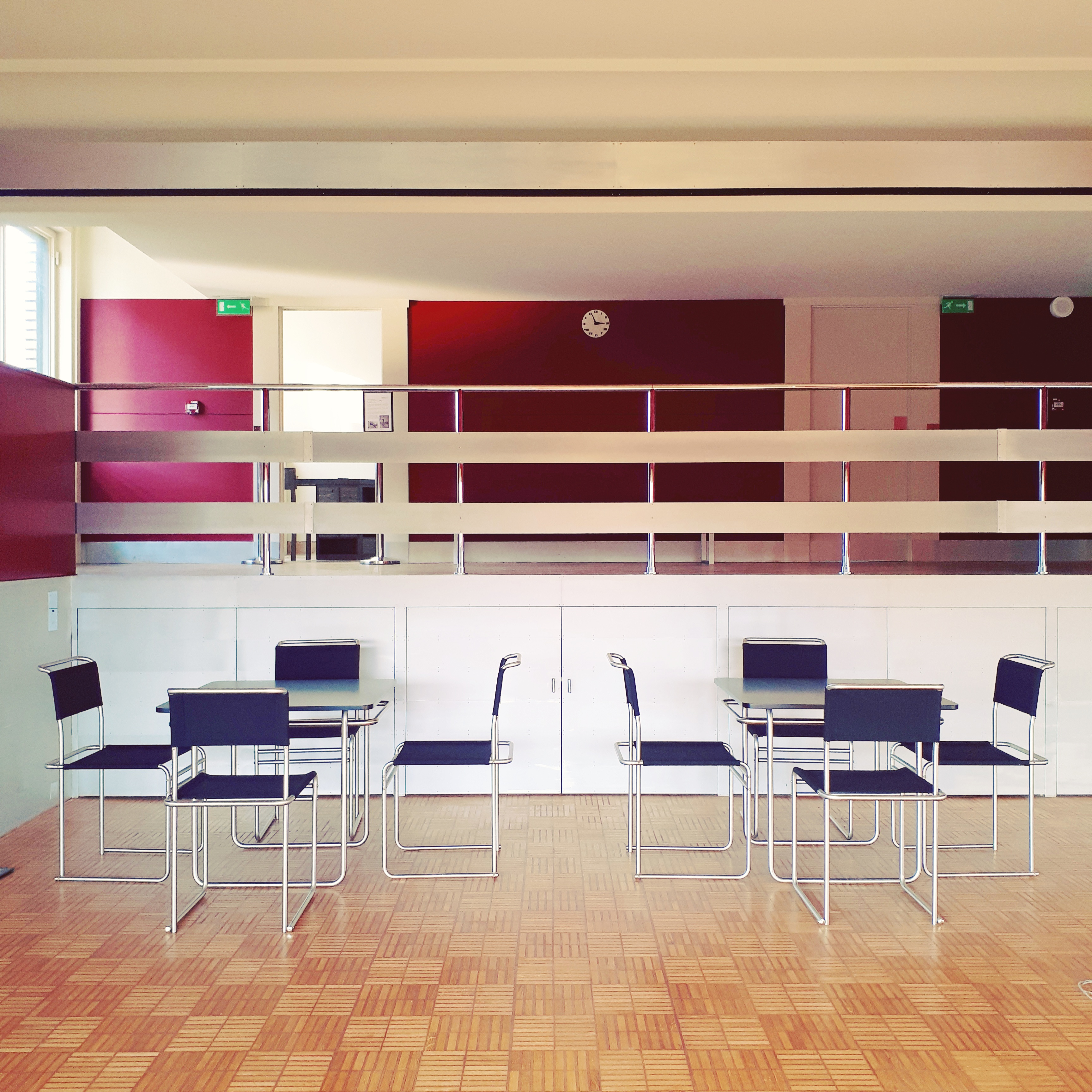
La sala giochi dei bambini
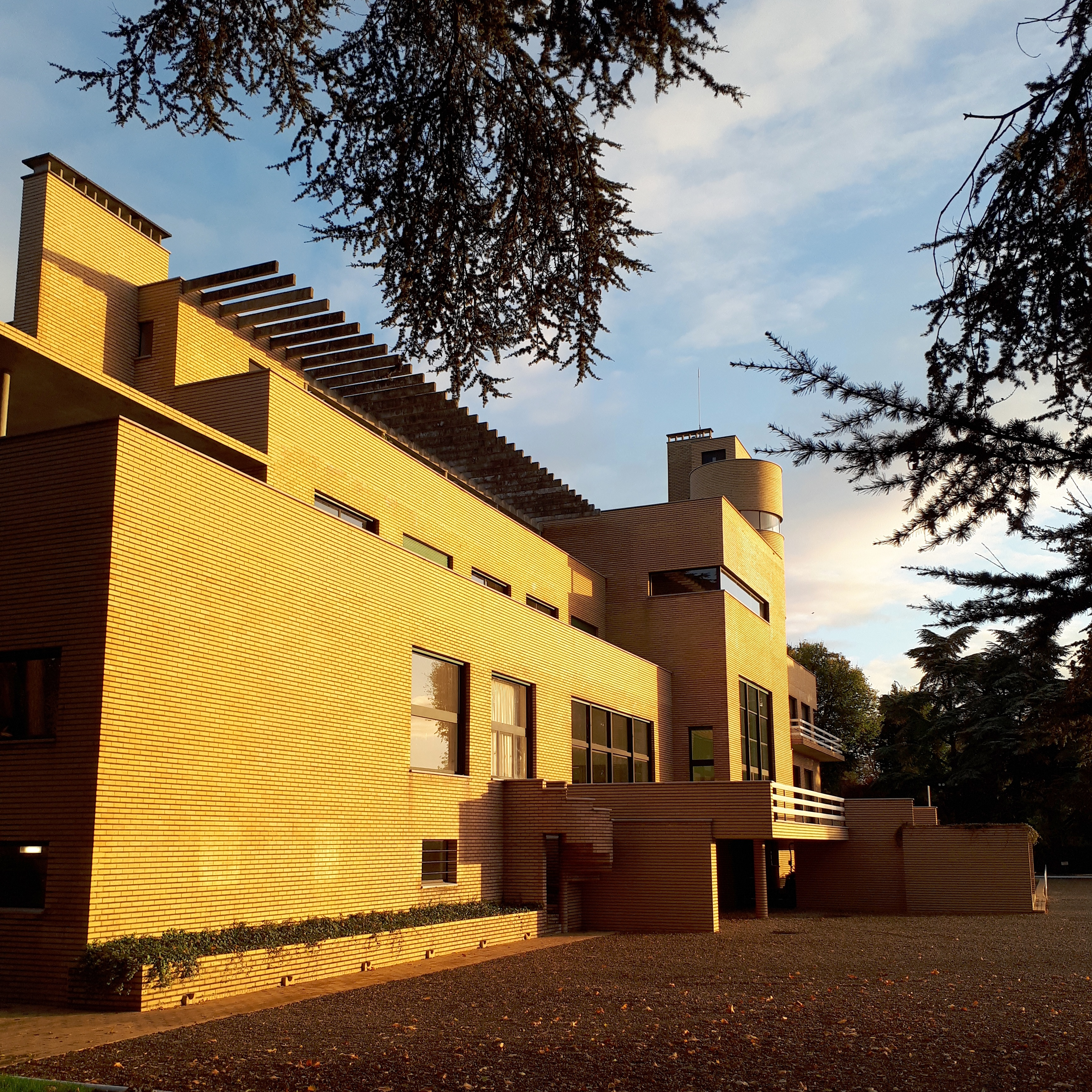
La facciata sud
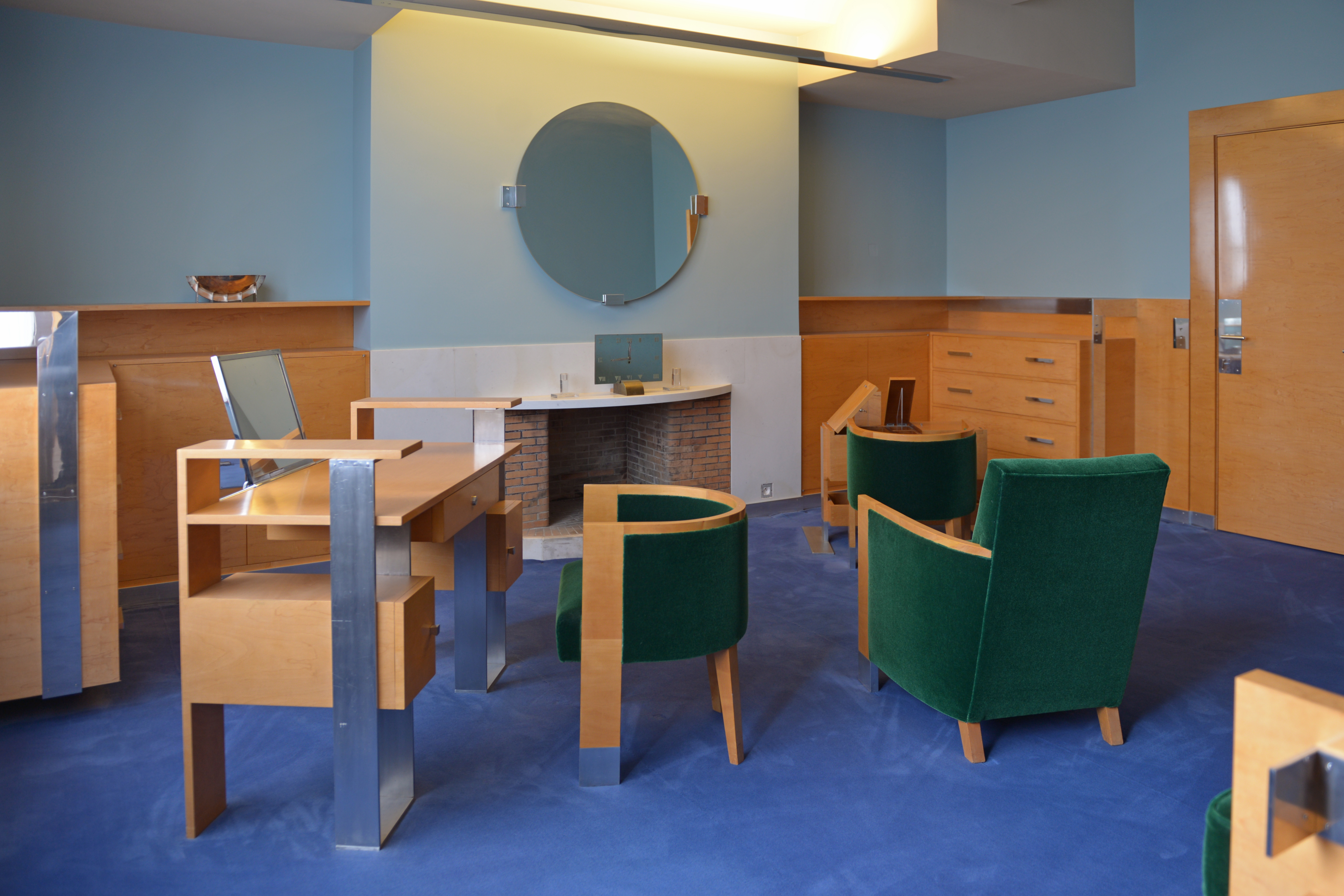
Il boudoir di Lucie Cavrois
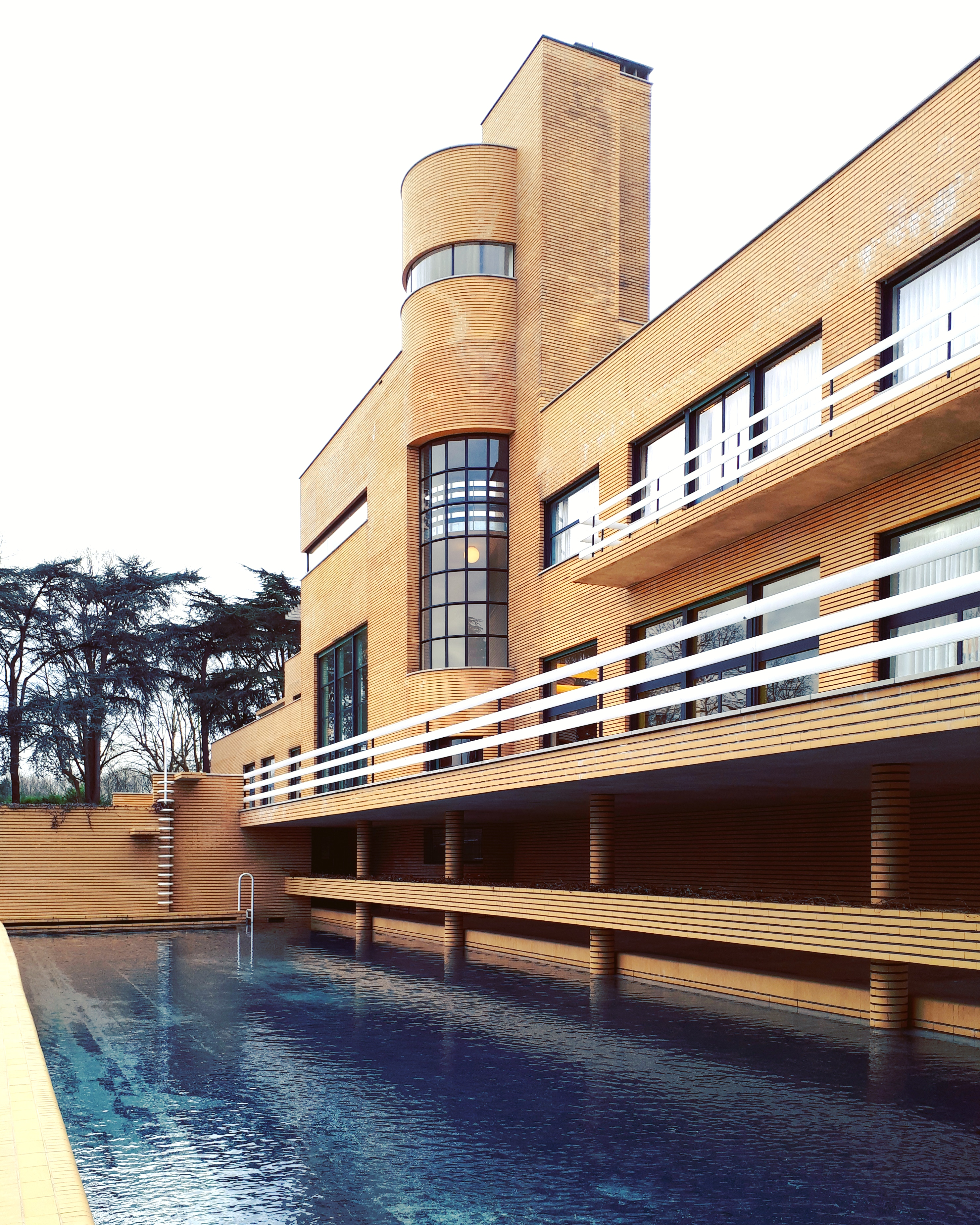
La piscina
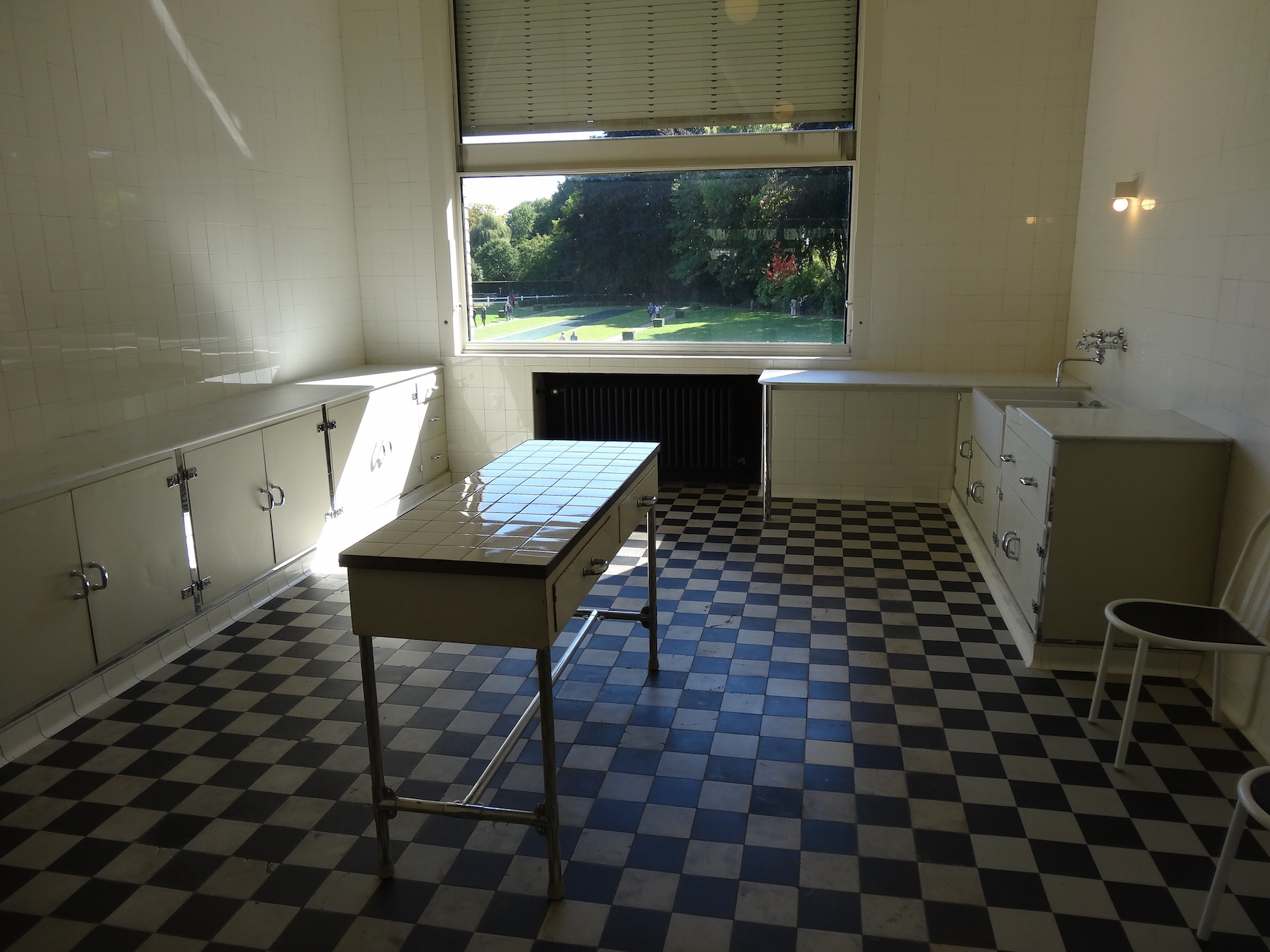
La cucina